# 1996年夏季残疾人奥林匹克运动会斯里兰卡代表团
1996年夏季残疾人奥林匹克运动会斯里兰卡代表团是斯里兰卡派出的1996年夏季残疾人奥林匹克运动会代表团。未获得奖牌。